# Douglas Croft
Douglas Croft, född Douglas Malcolm Wheatcroft, den 12 augusti 1926 i Seattle, död 24 oktober 1963 i Los Angeles, var en amerikansk skådespelare. Croft är känd för att ha spelat Robin i Batman på 1940-talet.
Värt att nämnas är att han var den yngsta skådespelaren någonsin att spela Robin. Han var endast 16 år gammal vid inspelningen av Batman 1943. Robins rätta ålder är runt denna, men i tidigare versioner har den verklige skådespelaren varit äldre än 16.

## Filmografi i urval
- 1942 – Yankee Doodle Dandy
- 1942 – Bragdernas man
- 1943 – Batman